# Лено-Ангарське плато
Ле́но-Анга́рське пла́то (рос. Лено-Ангарское плато) — плато на півдні Іркутської області. На Середньосибірському плоскогір'ї
- Довжина 600 км.
- Ширина до 380 км.
- Висоти зменшуються з півдня на північ від 1 100 м до 500 м (максимальна 1 464 м).

Складено карбонатно-теригенними породами кембрію і ордовику.
Глибина розчленовування річковими долинами 200—600 м. Вершини плоскі, броньовані вапняками ордовику.
Покрито тайгою (модрина, кедр, ялина і сосна).

## Корисні копалини
Залізні і мідні руди, кухонна сіль, будівельні матеріали.

## Ріки
- Ангара
- Кіренга